# Dasycaris doederleini
Dasycaris doederleini är en kräftdjursart som först beskrevs av Heinrich Balss 1924.  Dasycaris doederleini ingår i släktet Dasycaris och familjen Palaemonidae. Inga underarter finns listade i Catalogue of Life.